# 바바라 가릭
바버라 개릭(Barbara Garrick, 1965년 12월 3일 ~ )은 미국의 배우이다.
로스앤젤레스에서 태어났다.

## 출연 작품
- 데블 유 노 (2013년)
- 더 로스 오브 티어드롭 다이아몬드 (2008년)
- 점퍼 (2008년) - 엘렌 역
- 파 프롬 헤븐 (2002년)
- 메리와 로다 (2000년)
- Ellen Foster (1997)
- 아이스 스톰 (1997년)
- 카우치 인 뉴욕 (1996년)
- 마이애미 랩소디 (1995년)
- Dottie Gets Spanked (1993) - 로레인 게일 역 (단편)
- 시애틀의 잠 못 이루는 밤 (1993년) - 빅토리아 역
- 야망의 함정 (1993년)
- 헐리웃 스토리 (1990년)
- 폭풍의 질주 (1990년)

### 텔레비전
- 탐정 스펜서 (1985-88)
- 원 라이프 투 리브 (1986-2013)
- 로앤오더 (1995-2000)
- 애즈 더 월드 턴즈 (1998-99)
- 성범죄수사대: SVU (2001-03)
- 뉴욕 특수수사대 (2001-06)